# Kin-iro Mosaic
Kin-iro Mosaic (japanisch きんいろモザイク Kin'iro Mozaiku, wörtlich Goldenes Mosaik) ist eine Mangaserie von Yui Hara, die seit 2010 in Japan erscheint. Seit 2013 wurde der Manga als Anime-Fernsehserie und -Film adaptiert.

## Inhalt
Die zu Beginn der Geschichte 15-jährige Schülerin Shinobu Ōmiya besucht die japanische Oberschule gemeinsam mit ihren beiden Schulfreundinnen, Aya Komichi und Yōko Inokuma. Fünf Jahre zuvor nahm Shinobu an einem Schüleraustausch nach England teil und traf bei ihrer Gastfamilie auf die zunächst schüchterne Alice Cartelet, die sich mit der Zeit trotz der Sprachbarriere mit ihr anfreundete. Fünf Jahre später erhält Shinobu einen Brief aus England, in dem Alice ankündigt, Japanisch lernen und zu ihr nach Japan ziehen zu wollen. Kurz darauf erscheint Alice als Austauschschülerin in Shinobus Klasse und tritt ihrer Klasse bei. Wenig später zieht auch Alices Kindheitsfreundin, Karen Kujō, nach Japan und tritt der Nachbarsklasse bei.

## Charaktere
- Shinobu Ōmiya (大宮 忍)
Shinobu wird als „typisch japanisches Mädchen“ beschrieben: Fröhlich, sorgenlos, und nicht besonders gut in der Schule. Sie träumt davon, einmal Dolmetscherin für Englisch zu werden, und hegt eine Faszination für blondes Haar, sodass das blonde Haar der beiden aus England stammenden Freundinnen bei ihr auf großes Interesse stößt.
- Alice Cartelet
Alice stammt ursprünglich aus England, entscheidet sich aber fünf Jahre nachdem sie bei einem Schüleraustausch auf Shinobu traf, zu ihr nach Japan zu ziehen. Sie ist hochintelligent und spricht neben ihrer Muttersprache Englisch auch perfekt akzentfreies Japanisch. Sie ist selbst für japanische Verhältnisse sehr klein, was immer wieder Gegenstand von Witzen ist.
- Aya Komichi (小路 綾)
Aya ist eine Schulfreundin von Shinobu, die erst in der Mittelschule in ihre Klasse wechselte. Sie ist intelligent und verbringt ihre Freizeit am liebsten zuhause. Bei ihr drehen sich die Witze vor allem um ihr Verhältnis zu Yōko, zu der sie einerseits sehr abweisend reagiert, andererseits aber sichtlich Gefühle für sie entwickelt (Tsundere).
- Yōko Inokuma (猪熊 陽子)
Yōko ist eine weitere Schulfreundin von Shinobu. Sie ist die sportliche, verspielte und hyperaktive Person der Gruppe. Sie ist nicht besonders intelligent, was sich auch an ihren Schulnoten zeigt, und erkennt die Gefühle nicht, die ihre Freundin Aya für sie entwickelt.
- Karen Kujō (九条 カレン)
Karen ist Alices Freundin aus Kindheitstagen. Sie stammt aus einer wohlhabenden Familie und hat einen japanischen Vater, spricht aber im Gegensatz zu Alice nur gebrochen Japanisch, was immer wieder Auslöser für lustige Situationen ist. Ihr Markenzeichen ist ihre Jacke mit dem Union Jack, den sie über der Schuluniform trägt.

## Veröffentlichung
Der Manga erscheint seit April 2010 in einzelnen Kapiteln im Magazin Manga Time Kirara Max des Verlags Hōbunsha. Bei diesem erschienen auch bisher zwölf Sammelbände. Eine englische Übersetzung wird von Yen Press herausgegeben und eine chinesische von Tong Li Publishing. Von Mai 2020 bis März 2021 erschien in Japan im gleichen Magazin die Ableger-Serie Kin-iro Mosaic, Best Wishes. Sie wurde auch in einem Sammelband sowie von Yen Press auf Englisch veröffentlicht.

## Anime
Studio Gokumi produzierte eine Umsetzung als Anime. Regie führte Tensho und die Drehbücher schrieb Yuniko Ayana. Das Charakterdesign übernahm Kazuyuki Ueda und die künstlerische Leitung lag bei Chikako Shibata. Die erste Staffel mit zwölf Episoden wurde ab dem 6. Juli 2013 auf AT-X ausgestrahlt. In den USA erschien der Anime unter dem abgekürzten Titel Kinmoza, international wurde er von der Plattform Crunchyroll veröffentlicht. Eine zweite Staffel unter dem Titel Hello!! Kin-iro Mosaic mit weiteren zwölf Episoden wurde ab dem 5. April 2015 ausgestrahlt. Am 3. März 2017 erschien eine Original Video Animation unter dem Namen Kin-iro Mosaic: Pretty Days.
Im März 2020 wurde ein Film angekündigt, der den Abschluss der Geschichte bildet. Unter dem Titel Kin-iro Mosaic: Thank You!! wurde er ab dem 20. August 2021 in japanischen Kinos gezeigt.

### Synchronisation
| Rolle            | japanischer Sprecher (Seiyū) |
| ---------------- | ---------------------------- |
| Shinobu Ōmiya    | Asuka Nishi                  |
| Alice Cartelet   | Manami Tanaka                |
| Aya Komichi      | Risa Taneda                  |
| Yokō Inokuma     | Yumi Uchiyama                |
| Karen Kujō       | Nao Tōyama                   |
| Honoka Matsubara | Ayaka Suwa                   |

### Musik
Die Musik des Animes wurde komponiert von Ruka Kawada. Die Vorspannlieder sind Jumping!! und Yumeiro Parade, die Abspanne sind unterlegt mit Your Voice und My Best Friends. Alle Lieder stammen von der Gruppe Rhodanthe*, wie auch die beiden Songs für das Special, Happy★Pretty★Clover und Starring!!.

## Rezeption
Das Haus, in dem Alice aufgewachsen ist und in dem Shinobu ihren Schüleraustausch verbrachte, ist einem realen Bed and Breakfast in der Grafschaft Wiltshire in England nachempfunden. Dieses entwickelte sich nach dem Erfolg des Anime zu einer Touristenattraktion unter japanischen Touristen in England.